# Iloilo International Airport
Iloilo International Airport is een luchthaven bij Iloilo City, de hoofdstad van de provincie Iloilo op het centraal in de Filipijnen gelegen eiland Panay. De luchthaven die eigenlijk in de buurgemeente Cabatuan en Santa Barbara ligt, is sinds 14 juni 2007 in gebruik als vervanger van de oude luchthaven van Iloilo, Mandurriao Airport. De luchthaven heeft als gevolg daarvan de IATA en ICAO airport codes van Mandurriao overgenomen en is de op drie na drukste luchthaven van de Filipijnen. De enige internationale bestemming is Singapore en wordt verzorgd door Cebu Pacific

## Luchtvaartmaatschappijen en bestemmingen
- AirAsia - Manilla, Cagayan de Oro, Angeles City
- Airphil Express - Cebu, Manilla
- Cebu Pacific - Singapore, Honk Kong, Cebu, Davao, Manilla, Puerto Princesa, Angeles City, Cagayan de Oro
- Philippine Airlines - Davao City, Cebu, Manilla
- Zest Airways - Manilla